# Parvovirose (hond)
Parvovirose bij de hond is een virale ziekte die vooral spijsverteringstoornissen veroorzaakt. De ziekte wordt door het hondenparvovirus (CPV2) veroorzaakt. Parvovirose is sinds 1978 bekend en is ondertussen endemisch in alle hondenpopulaties. De mortaliteit bedraagt bij puppy's tot 40%.

## Pathogenese
Het canine parvovirus heeft een tropisme voor snel delende lichaamscellen. Bij puppy's en oudere honden zijn dit voornamelijk cellen van de darm. Bij neonatale puppy's (2-12 weken) zal een tropisme ontstaan voor cellen van het myocard. De incubatieperiode bedraagt 5-6 dagen.

## Symptomen
Elk ras en elke leeftijd is gevoelig voor een parvovirusinfectie. In het algemeen zijn de klinische gevolgen voor oudere dieren minder erg, dan voor jonge puppy's.
Infecties van het myocard (zie boven) worden hedendaags minder gezien omdat de puppy's antistoffen van hun moeders via de biest krijgen. Deze antistoffen beschermen de puppy's tegen een vroege infectie met het canine parvovirus. De mortaliteit bedraagt tot 70%.
Parvovirusinfecties van het spijsverteringsstelsel worden daarentegen vaker gezien. In het begin ziet men als voornaamste symptomen braken, koorts en anorexie. In een later verloop van de ziekte treedt een erge, vaak onstilbare diarree op gepaard met een sterke daling van de witte bloedcellen (lymfocytopenie). De diarree is vaak hemorragisch. Als gevolg van de darmkrampen kan bij puppy's een darminvaginatie optreden.
Door het braken en de diarree treedt dehydratie op. Door het braken en de anorexie kan een hypoalbuminemie en vooral bij puppy's een hypoglykemie optreden. Door de lymfocytopenie wordt het immuunsysteem verzwakt en kunnen secundaire bacteriële infecties optreden. Door de massale afbraak van darmcellen wordt de darmmucosa verzwakt en kunnen darmbacteriën in de bloedsomloop terechtkomen.

## Behandeling
Parvovirose is een medisch spoedgeval en dient intensief door een dierenarts te worden behandeld. De behandeling is in hoofdzaak symptomatisch.
Om de dehydratie tegen te gaan is het aangeraden de dieren gedurende enkele dagen een infuustherapie te geven. De secundaire bacteriële infecties kunnen het beste met een breedspectrum antibioticum worden behandeld. De dieren moeten zo snel mogelijk weer beginnen te eten of desnoods parenteraal gevoed worden.
Een relatief nieuwe specifieke therapie is de behandeling met interferon, die de mortaliteit verlaagt.

## Preventie
Er bestaan vaccins voor parvovirose. Een passieve vaccinatie kan vanaf een leeftijd van 6 weken worden toegediend. Actieve immunisatie kan ten vroegste vanaf een leeftijd van 8 weken beginnen.